# Jeg elsker blåt
Jeg elsker blåt er en dansk film fra 1968.
- Manuskript Sven Methling efter en roman af Vibeke Willumsen.
- Instruktion Sven Methling.

Blandt de medvirkende kan nævnes:
- Ulla Koppel
- Jørgen Kiil
- Peter Bonke
- Bjørn Puggaard-Müller
- Birgit Brüel
- Bodil Udsen
- Lotte Horne
- Malene Schwartz
- Susanne Jagd
- Marie-Louise Coninck
- Lis Adelvard